# Phyllachora maydis
Phyllachora maydis är en svampart som beskrevs av Maubl. 1904. Phyllachora maydis ingår i släktet Phyllachora och familjen Phyllachoraceae.   Inga underarter finns listade i Catalogue of Life.